# Amigo Orhan
Amigo Orhan (bürgerlich: Orhan Erpek; * 1936/1938 im Dorf Oklubalı in Eskişehir) war in der Türkei derjenige, der Fan-Choreographien im Fußball einführte. In der Türkei gilt er in seiner Rolle als Amigo Orhan als Legende.

## Leben
Orhan Erpek wurde 1938 im Dorf Oklubalı in der Provinz Eskişehir geboren. Das Geburtsjahr der Geburtsurkunde lautet 1936. Beruflich war Erpek Topograf des Staatlichen Wasserbauamtes.
Bekanntheit erlangte Orhan Erpek in den 1960er Jahren in der Türkei als Fußballfan. Er war der erste Einpeitscher im türkischen Fußball. Zwischen 1965 und 1970 prägte er die Spiele der damals neu gegründeten Mannschaft Eskişehirspor und führte als erster choreographierte Jubelstürme (türk. tezahürat) in die Fankultur des türkischen Fußballs ein. In der Türkei werden diese Einpeitscher Amigo genannt. Weitere bekannte Amigos der Türkei sind u. a. Sezgin Özcimbomlu oder Alen Markaryan.
In seiner Rolle als Amigo Orhan pflegte Erpek die ersten 10 Minuten eines Spiels ruhig da zu sitzen. Anschließend lief er zumeist mit einem roten vereinsfarbenen Pullover als Erkennungszeichen an der Tribüne vorbei. Dabei skandierten die Fans immer schneller seinen Vornamen. Er brachte die Zuschauer beispielsweise dazu, Bir baba hindi zu intonieren, und dirigierte das Tempo mit seinen Armen. Mit einer Handbewegung konnte er die Massen zum Schweigen bringen. Erpek entwickelte auch den Schlachtruf für Eskişehirspor „Es Es Es, ki ki ki, Eski Eski Es“, einen sogenannten Dreier (tr. üçlü). Da es ihm verboten war, den Rasen zu betreten, richtete der Verein für Erpek einen eigenen Bereich auf der offenen Tribüne ein. In seiner Zeit von 1965 bis 1970 gewann seine Mannschaft mit seiner Unterstützung den Türkischen Pokal, den Premierminister-Pokal und wurde Vizemeister.
Orhan Erpek war der einzige Amigo, der je ein Transferangebot eines anderen Vereins bekam. Die Clubführung von Fenerbahçe konnte mit einem offiziellen Schreiben an die Clubführung von Eskişehirspor Orhan Erpek 1968 dafür gewinnen, die fremden Fans in Istanbul bei einem Rückspiel gegen Manchester City zu „orchestrieren“. Dazu reiste Erpek mit 40 Unterstützern an und organisierte die Fan-Choreographie beim 2:1-Sieg Fenerbahçes am 2. Oktober 1968. Im Jahr 1985 versuchte Fenerbahçe ein weiteres Mal, sich für ein Spiel gegen Bordeaux der Unterstützung von Orhan Erpek zu versichern. Die UEFA-Regeln verhinderten dies jedoch.
In Interviews von 2013 und 2016 erklärte Erpek, dass es ihm in erster Linie darum gegangen sei, die Hegemonie Istanbuls zu durchbrechen. Als das Großkapital seinen Einzug gehalten und der Fanatismus zugenommen habe, sei er wieder in seine eigene Welt zurückgekehrt und liebe es nicht, als Amigo bezeichnet zu werden.